# Обернойкирхен (Верхняя Бавария)
Обернойкирхен (нем. Oberneukirchen) — община в Германии, в земле Бавария.
Подчиняется административному округу Верхняя Бавария. Входит в состав района Мюльдорф-на-Инне. Население составляет 835 человек (на 31 декабря 2010 года). Занимает площадь 19,59 км².